# Приводинское городское поселение
Приводинское городское поселение или муниципа́льное образова́ние «Приво́динское» — упразднённое муниципальное образование со статусом городского поселения в Котласском муниципальном районе Архангельской области Российской Федерации.
Административный центр — рабочий посёлок Приводино.
Образовано в границах административно-территориальных единиц Котласского района: посёлка городского типа Приводино, Удимского сельсовета (с центром в деревне Куимиха) и Удимовского сельсовета (с центром в посёлке  Удимский).

## География
Приводинское городское поселение находится на юге Котласского муниципального района, гранича с Вологодской областью. Крупнейшие река в поселении: Северная Двина.

## История
Муниципальное образование было образовано в 2006 году. 
На референдуме 4 марта 2012 года 70,08 % избирателей высказались за разделение Приводинского городского поселения на 3 муниципальных образования: городское поселение «Приводинское», сельское поселение «Удимское» («Куимиха») и сельское поселение «Удимовское». Однако, разделение так и не состоялось и территория Приводинского городского поселения не изменилась.

## Население
| 2005  | 2010  | 2011  | 2012  | 2013  | 2014  | 2015  |
| ----- | ----- | ----- | ----- | ----- | ----- | ----- |
| 8700  | ↘7641 | ↘7593 | ↘7449 | ↘7271 | ↘7159 | ↘7004 |
| 2016  | 2017  | 2018  | 2019  | 2020  | 2021  |       |
| ↘6955 | ↘6761 | ↘6706 | ↘6613 | ↘6486 | ↗6678 |       |

## Состав городского поселения
В состав городского поселения входят 70 населённых пунктов.
| №  | Населённый пункт   | Тип населённого пункта                  | Население |
| -- | ------------------ | --------------------------------------- | --------- |
| 1  | Алексино           | деревня                                 | ↘10       |
| 2  | Аносово            | деревня                                 | →1        |
| 3  | Березник           | деревня                                 | ↘0        |
| 4  | Большая Маминская  | деревня                                 | ↘4        |
| 5  | Большое Михалёво   | деревня                                 | ↘4        |
| 6  | Бугино             | деревня                                 | →2        |
| 7  | Ваганы             | деревня                                 | →0        |
| 8  | Варнавино          | деревня                                 | ↘15       |
| 9  | Вахонино           | деревня                                 | ↘7        |
| 10 | Водокачка-Местечко | деревня                                 | →2        |
| 11 | Вондокурье         | деревня                                 | →8        |
| 12 | Выставка           | деревня                                 | →1        |
| 13 | Данилово           | деревня                                 | ↘5        |
| 14 | Дмитриево          | деревня                                 | →1        |
| 15 | Егово              | деревня                                 | ↘3        |
| 16 | Ёрга               | посёлок                                 | ↗405      |
| 17 | Ерофеево           | деревня                                 | →0        |
| 18 | Забелинская        | деревня                                 | ↗110      |
| 19 | Забелье            | посёлок                                 | ↗2        |
| 20 | Заберезье          | деревня                                 | ↗12       |
| 21 | Копосово           | деревня                                 | ↘3        |
| 22 | Копосово           | посёлок                                 | ↘8        |
| 23 | Красная Заря       | деревня                                 | →0        |
| 24 | Кузнецово          | деревня                                 | ↘12       |
| 25 | Кузнечиха          | деревня                                 | ↗57       |
| 26 | Куимиха            | деревня                                 | ↗587      |
| 27 | Курцево            | деревня                                 | ↗545      |
| 28 | Кушево             | деревня                                 | →0        |
| 29 | Малая Маминская    | деревня                                 | ↗4        |
| 30 | Малое Михалёво     | деревня                                 | ↘27       |
| 31 | Медведка           | деревня                                 | ↘192      |
| 32 | Межник             | деревня                                 | →0        |
| 33 | Минина Полянка     | деревня                                 | ↘12       |
| 34 | Наледино           | деревня                                 | ↘73       |
| 35 | Нарадцево          | деревня                                 | ↗1        |
| 36 | Новинки            | деревня                                 | →3        |
| 37 | Новое Село         | деревня                                 | ↘1        |
| 38 | Ногинская          | деревня                                 | ↗2        |
| 39 | Олюшино            | деревня                                 | ↗20       |
| 40 | Павловское         | деревня                                 | ↘0        |
| 41 | Первомайская       | деревня                                 | ↗2        |
| 42 | Первомайская       | деревня                                 | ↗2        |
| 43 | Петровская         | деревня                                 | ↘1        |
| 44 | Плешкино           | деревня                                 | ↘1        |
| 45 | Подосокорье        | деревня                                 | →0        |
| 46 | Посегово           | деревня                                 | ↗5        |
| 47 | Починок Сидоров    | деревня                                 | ↘1        |
| 48 | Прела              | деревня                                 | ↘1        |
| 49 | Приводино          | рабочий посёлок, административный центр | ↘3108     |
| 50 | Прислон            | деревня                                 | ↘42       |
| 51 | Прислон Большой    | деревня                                 | ↗2        |
| 52 | Прошутино          | деревня                                 | ↗1        |
| 53 | Пускино            | деревня                                 | →0        |
| 54 | Рассека            | деревня                                 | ↗2        |
| 55 | Реваж              | посёлок                                 | ↗189      |
| 56 | Рысья              | деревня                                 | ↘11       |
| 57 | Сакушево           | деревня                                 | →0        |
| 58 | Словенское         | деревня                                 | ↗2        |
| 59 | Слуда Муравинская  | деревня                                 | →2        |
| 60 | Стрекалово         | деревня                                 | ↗5        |
| 61 | Студениха          | деревня                                 | ↘10       |
| 62 | Труфаново          | деревня                                 | ↗5        |
| 63 | Удимский           | посёлок                                 | ↗2463     |
| 64 | Улыбино            | деревня                                 | ↗1        |
| 65 | Хохлово            | деревня                                 | ↗10       |
| 66 | Чуркино            | деревня                                 | ↗32       |
| 67 | Шилово             | деревня                                 | →0        |
| 68 | Шопорово           | деревня                                 | →0        |
| 69 | Ядриха             | деревня                                 | ↗189      |
| 70 | Яндовище           | деревня                                 | ↗10       |

## Достопримечательности
У пристани Приводино находится живописный 45-метровый обрыв, с чередующимися полосами красно-бурого мергеля и жёлто-красного песка. У деревни Новинки в 1899 году профессор В. П. Амалицкий обнаружил в береговых обнажениях костеносных линз песков «Соколки» кладбище ящеров пермского периода (двиния, котлассия, двинозавр, иностранцевия). Большинство из его находок находится сейчас в Палеонтологическом музее им. Ю. А. Орлова Российской академии наук. 26 февраля 2005 году на правом берегу Малой Северной Двины в пригороде Котласа над местом раскопок В. П. Амалицкого был установлен памятный знак.

## Известные уроженцы
- Шергин, Александр Петрович (1898—19??) — советский военно-морской деятель, капитан 1-го ранга. Родился в деревне Рассека.

## Карты
- [mapp38.narod.ru/map1/index103.html Топографическая карта P-38-103,104. Удимский]
- [mapp38.narod.ru/map1/index105.html Топографическая карта P-38-105,106. Котлас]